# Фон дер Липпе, Сьюзан
Сьюзан фон дер Липпе (англ. Susan von der Lippe; род. 5 июля 1965, Иден-Прери, Миннесота), урождённая Сьюзан Джерард Рапп (англ. Susan Gerard Rapp) — американская пловчиха, призёр Олимпийских игр и рекордсмен мира.

## Биография
Она училась в Стэнфордском университете, где плавала в местной команде по плаванию и прыжкам в воду в Национальной студенческой спортивной ассоциации (NCAA) и соревнованиях Конференции Pac-10.

## Карьера
Рапп впервые получила право участвовать в Олимпийских играх 1980 года, но из-за бойкота не сумела выступить в Москве.
Четыре года спустя на летних Олимпийских играх 1984 года в Лос-Анджелесе она добилась значительных успехов, выиграв серебряную медаль в женском 200-метровом брассе, финишировав со временем 2.31,15. Она выиграла золотую медаль, выступая в предварительных заплывах комбинированной эстафеты 4×100 метров. Она также заняла седьмое место в финале 100-метрового брасса, показав время 1.11,45.
Четыре года спустя на летних Олимпийских играх 1988 года в Сеуле, Рапп участвовала в финале B женского 200-метрового брасса, финишировав тринадцатой в общем зачете со временем 2.32,90.
В возрасте 42 лет фон дер Липпе ещё выступала на дистанции 100 метров брассом и 100 метров баттерфляем, пытаясь квалифицироваться на отборочные соревнования к Олимпиаде-2008.
По состоянию на 2014 год, фон дер Липпе владеет 61-м индивидуальным рекордом США по плаванию в категории «Мастерс» в возрастных группах 35-39, 40-44 и 45-49. Ей принадлежат мировые рекорды Мастерс по брассу, баттерфляю и комплексному плаванию в возрастных группах 40-44 и 45-49.